# وظائف التربة
وظائف التربة هي إمكانيات عامة للتربة التي تعتبر مهمة بالنسبة للعديد من التطبيقات الزراعية والبيئية وحماية الطبيعة وهندسة المناظر الطبيعية والتطبيقات الحضرية. يمكن أن تؤدي التربة العديد من الوظائف وتشمل هذه الوظائف المتعلقة بالنظم الإيكولوجية الطبيعية والإنتاجية الزراعية والجودة البيئية ومصدر المواد الخام وكقاعدة للمباني. ست وظائف أساسية للتربة هي:
1. إنتاج الغذاء والكتلة الحيوية الأخرى
2. التفاعل البيئي
3. الموائل الحيوية وتجمع الجينات
4. مصدر المواد الخام
5. التراث المادي والثقافي
6. منصة للهياكل من صنع الإنسان

## إنتاج الغذاء والكتلة الحيوية الأخرى
تعمل التربة كمرساة لجذور النباتات. يوفر مكانًا مضيافًا للنباتات للعيش فيه أثناء تخزين المواد الغذائية وتزويدها بالنباتات. تعمل التربة أيضًا عن طريق الحفاظ على كمية الهواء وجودته من خلال السماح لثاني أكسيد الكربون بالخروج ودخول الأكسجين إلى منطقة الجذر. يمكن للمسامات الموجودة داخل التربة امتصاص الماء والاحتفاظ به حتى تحتاج جذور النباتات إلى ذلك. التربة المعتدلة تحتضن تقلبات درجة الحرارة، وتوفر درجة حرارة مناسبة للجذور لتعمل بشكل طبيعي. وتوفر التربة الخصبة أيضًا المغذيات المعدنية الذائبة للنمو الأمثل للنبات. مزيج من هذه الأنشطة يدعم نمو النبات لتوفير الغذاء والكتلة الحيوية الأخرى.

## التفاعل البيئي
تتأثر التربة بالتفاعلات البيئية مثل تنظيم إمدادات المياه وخسائر المياه والاستخدام والتلوث والتنقية. يمكنهم تصفية المواد العازلة وتخزينها وتحويلها بين الغلاف الجوي والغطاء النباتي ومستوى الماء. تتفاعل التربة مع البيئة لتحويل وتحلل النفايات إلى مواد جديدة. من خلال التصفية، تعمل التربة كمرشح وتلتقط الملوثات من خلال جزيئات التربة. يتم التقاط الملوثات بواسطة جزيئات التربة ويخرج الماء أنظف في طبقات المياه الجوفية والأنهار. أخيرًا، يمكنه تجميع كميات كبيرة من الكربون كمواد عضوية في التربة، مما يقلل من إجمالي تركيز ثاني أكسيد الكربون الذي يمكن أن يخفف من تغير المناخ العالمي.

## الموائل الحيوية وتجمع الجينات
تعمل التربة أيضًا كموئل حيوي واحتياطي للجينات لمجموعة كبيرة ومتنوعة من الكائنات الحية. التربة هي البيئة التي تنمو فيها البذور، فهي توفر الحرارة والمواد الغذائية والمياه المتاحة لاستخدامها في تغذية النباتات والحيوانات. يمكن أن تستخدم الكائنات الحية الأخرى مساعدة التربة في تحلل النباتات والحيوانات والكائنات الميتة من خلال تحويل بقاياها إلى أشكال معدنية أبسط.

## مصدر المواد الخام
توفر التربة المواد الخام للاستخدام البشري وتؤثر بشكل مباشر على صحة الإنسان. يعكس تكوين الغذاء البشري طبيعة التربة التي نمت فيها. يمكن العثور على مثال على التربة كمصدر للمواد الخام في إنتاج السيراميك القديم. أظهرت خزفيات المايا الصفات الموروثة من التربة والرواسب المستخدمة كمواد خام. يمكن أن يساعد فهم عملية تكوين التربة في تحديد نوع معين من التربة ويعكس تكوين معادن التربة. ومع ذلك، فإن المساحة الطبيعية للتربة المنتجة محدودة وبسبب الضغط المتزايد للمحاصيل والحراجة والتحضر، فإن استخراج التربة كمادة خام يحتاج إلى السيطرة عليه.

## التراث المادي والثقافي
تحتوي التربة أيضًا على وظائف ثقافية عامة حيث تعمل كجزء من المشهد الثقافي لعقولنا وكذلك في العالم المادي من حولنا.  الارتباط بالتربة المنزلية أو الإحساس بالمكان سمة ثقافية تم تطويرها بقوة لدى بعض الأشخاص. كانت التربة موجودة منذ إنشاء الأرض، ويمكن أن تكون عاملاً في تحديد كيفية هجرة البشر في الماضي. تعمل التربة أيضًا كغطاء أرضي يحمي ويحافظ على الآثار المادية للماضي التي يمكن أن تسمح لنا بفهم التراث الثقافي بشكل أفضل. علاوة على ذلك، كانت التربة مؤشرا هاما على المكان الذي يستقر فيه الناس لأنهم مورد أساسي للإنتاجية البشرية.

## منصة للهياكل من صنع الإنسان
التربة يمكن أن تكون بمثابة رواسب المواد الخام ويستخدم على نطاق واسع في مواد البناء. ما يقرب من 50 ٪ من الناس على هذا الكوكب يعيشون في المنازل التي يتم بناؤها من التربة.  يجب أن تكون ظروف التربة قوية ومتينة لتوفير قاعدة جيدة للطرق والطرق السريعة التي سيتم بناؤها. بالإضافة إلى ذلك، نظرًا لأن هذه الهياكل تقع على التربة، هناك عوامل مثل قوة التحمل والضغط والثبات وقوة القص. يسمح اختبار الخواص الفيزيائية بتطبيق أفضل للاستخدامات الهندسية للتربة.